# Muro cortina

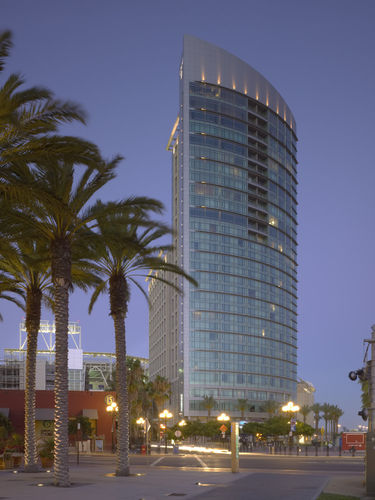
Omni San Diego Hotel, na Califórnia, um exemplo de muro cortina feito de vidro.

Um sistema de fachada, parede ou muro cortina é um revestimento externo de um edifício no qual as paredes externas não são estruturais, sendo utilizadas para a proteção contra o clima e para manter os ocupantes seguros. Uma vez que o muro cortina não é estrutural, ele pode ser feita de materiais leves, reduzindo os custos de construção. Quando o vidro é usado como parede cortina, uma vantagem é que a luz natural pode penetrar mais profundamente dentro do edifício. A fachada cortina não transporta nenhuma carga estrutural do prédio além de seu próprio peso de carga inoperante. A parede transfere cargas de vento laterais que são incidentes sobre ela para a estrutura do edifício principal através de conexões nos andares ou colunas do edifício. Uma parede cortina é projetada para resistir à infiltração de ar e água, absorver a oscilação induzida pelo vento e forças sísmicas atuando no edifício, suportar cargas de vento e suportar suas próprias forças de peso de carga inoperante.